# العلمين (حماة)
العلمين قرية تتبع ناحية مركز حماة في منطقة مركز حماة في محافظة حماة في سوريا. تقع القرية في ريف حماة الجنوبي. وقد بلغ عدد سكانها 1081 نسمة في عام 2004 حسب إحصاء المكتب المركزي للإحصاء.

## التاريخ
خلال الثورة السورية، مثَّلت العلمين، كغيرها من القرى العلوية في ريف حماة، أحد الخزانات البشرية التي اعتمد عليها نظام بشار الأسد لضمان استمرارية بقاؤه على سدة الحكم. ففي يوم 4 آذار (مارس) عام 2012، قام شبيحة من القرية بفتح نيران رشاشاتهم على حافلة صغيرة (ميكروباص) كانت تقل موظفين مدنيين متوجيهن الى عملهم في معمل السماد في قرية تل الشور، ممّا تسبَّب بمقتل غالبية ركّاب الحافلة.
وفي يوم 18 أغسطس (آب) عام 2015، تعرّضت حواجز نظام الأسد في القرية للاستهداف بصواريخ محلية الصنع من قبل حركة تحرير حمص، وهي أحد فصائل الجيش الحر التي كانت نشطة في المنطقة آنذاك.

## وصلات خارجية
- الوحدات الإدارية في محافظة حماة